# Nicolas Böll
Nicolas Alexander Böll (* 26. Februar 1965 in Berlin; gebürtig Nicolas Alexander Wilcke) ist ein deutscher Schauspieler, Synchron- und Hörspielsprecher.

## Aufwachsen und Ausbildung
Böll wurde als Sohn des Schauspielers Claus Wilcke und der Pan-Am-Stewardess Marianne Wilcke im damaligen West-Berlin geboren. Seine jüngeren Schwestern heißen Alexandra und Jessica. Von 1965 bis 1974 lebte Nicolas Böll in Berlin-Zehlendorf und besuchte dort bis zu seinem neunten Lebensjahr die deutsch-amerikanische John F. Kennedy Schule. 1974 zog die Familie in ländliches Gebiet nach Jersbek in Schleswig-Holstein. Dort besuchte Böll zunächst die Grund- und Hauptschule, im Anschluss das Kreisgymnasium Bargteheide und im weiteren Verlauf die Dietrich-Bonhoeffer-Realschule. Nach der Trennung seiner Eltern im Jahr 1981 zog er mit dem Vater nach Hamburg, während seine Mutter mit Schwester Alexandra zurück nach Berlin ging. In Hamburg besuchte Böll die private St. Georg Schule.

## Beruflicher Werdegang

### Synchronisation
Während eines Schulpraktikums im Studio Hamburg wurde ihm neben Horst Stark und Renate Pichler unter der Regie von Heinz Freitag eine Synchronrolle als verrückter Inder zuteil.
Von 1984 bis 1986 absolvierte er seine Schauspielausbildung bei Else Bongers in Berlin.
Bereits während dieser Zeit wurde er von Boy Gobert an das Schillertheater engagiert und stand dort mit Uta Hallant, Jürgen Thormann und Friedrich W. Bauschulte auf der Bühne. Sein dortiges Debüt bildete eine Rolle in Innere Stimmen von Eduardo De Filippo. Zugleich übernahm Böll im Bereich der Synchronisation seine ersten Hauptrollen, unter anderem für Prince in Purple Rain (1984), Val Kilmer in Was für ein Genie (1985), John Cusack in Der Volltreffer (1985), Tom Cruise in Legende (1985), Nicholas Rowe in Das Geheimnis des verborgenen Tempels (1985) und Ceri Seel in der Fernsehserie Die dreibeinigen Herrscher (1985).
Bis 1996 war Böll an verschiedenen Berliner Theaterbühnen engagiert, unter anderem in Piroschka (1986) am Hansa-Theater sowie an der Tribüne in Schuldig geboren von Peter Sichrovsky und Mutter Gräbert macht Theater von Heinrich Riethmüller (1988). 1996 gründete Böll mit Vmax media seine eigene Film- und Fernsehproduktionsfirma und war mehr als acht Jahre lang als deren Geschäftsführer tätig. Vmax media belieferte unter anderem die ARD, das ZDF, den WDR, RTL, ProSieben und VOX und erreichte mit seinen Magazinsendungen und Beiträgen nach Angaben der GfK während des oben genannten Zeitraums etwa 170 Millionen Fernsehzuschauer.
Neben der Synchronisation in zahlreichen Filmen und Serien war Nicolas Böll Ende der 1990er zwei Jahre lang als Stationvoice beim Berliner Rundfunk 91,4 beschäftigt.
Er synchronisierte bislang mehrfach Joaquín Phoenix, William Baldwin, Emilio Estevez, Owen Wilson, Paul Bettany oder Ben Affleck. Zu einer Auswahl weiterer Synchronrollen gehören Warwick Davis in Willow (1988), Kevin Bacon in Flatliners (1989), Jonathan Silverman in Immer Ärger mit Bernie (1989), David Wenham in Der Herr der Ringe (2002), Matthew Goode in Match Point (2005) sowie Michael Sheen in Die Queen (2006) und Neros Wahn (2007), außerdem Daniel Gillies seit 2010 in The Vampire  Diaries und seit 2013 auch in The Originals. Serienhaupt- und Nebenrollen übernahm er unter anderem als deutsche Stimme der Zeichentrickfigur Winston Zeddermore in The Real Ghostbusters (1989), Gil Bellows in Ally McBeal (1998), John Corbett in Sex and the City (2001), Eddie Cibrian in Third Watch – Einsatz am Limit (2003) und CSI: Miami (2010–2011), Nicky Katt in Boston Public (2005) und Criss Angel in Criss Angel Mindfreak. Seit September 2009 ist er in der deutschsprachigen Fassung der auf VOX ausgestrahlten Fernsehserie Burn Notice auf Hauptdarsteller Jeffrey Donovan zu hören. Im August 2012 folgte eine weitere Hauptrolle als deutsche Stimme von James Caviezel in der Krimi-Science-Fiction-Serie Person of Interest. Im Jahr 2016 synchronisierte er den britischen Schauspieler Simon Paisley Day, der in Victoria die Rolle des Lord Chamberlain spielte, und 2019 den schwedischen Schauspieler Mikael Persbrandt in der britischen Netflix-Serie Sex Education als Jakob Nyman. Im Jahr 2023 war er die deutsche Stimme von Andy Lau in Die wandernde Erde II.

### Hörproduktionen
Außerhalb der Filmsynchronisation setzt Böll seine Stimme in der Werbung ein und wirkt in Computer- und Hörspielen mit, darunter als Major Peter Hoffmann in Das Sternentor, als Luxord in Kingdom Hearts 2 sowie in den Maritim Produktionen Der Fluch von Loch Ness (2005) und Das Karparthenschloss nach Jules Verne (2007). Gastrollen übernahm er unter anderem in Geisterjäger John Sinclair, Pater Brown, Faith – The Van Helsing Chronicles und The Undead Live. Mit dem Kinderhörbuch Sandor, eine Fledermaus mit Köpfchen der Autorin Dorothea Flechsig bestritt Böll im Jahr 2009 eine Lesereise durch Siebenbürgen in Rumänien.
Darüber hinaus gründete er das Label United Voices, das inszenierte Lesungen mit verschiedenen Künstlern präsentiert.

## Engagement
Böll gehört zu den Gründungsmitgliedern des Interessenverbands Synchronschauspieler (IVS) und ist dort seit dem 1. April 2006 als Pressesprecher und Chefredakteur tätig.
Seit 2004 ist er Fachausschussvorsitzender der Freien Journalisten des Deutschen Journalisten-Verbands, Landesverband Brandenburg.

## Quelle
- Thomas Bräutigam: Stars und ihre deutschen Stimmen. Lexikon der Synchronsprecher. Schüren Verlag, Berlin 2008, ISBN 3-894-72627-X.